# Nikolaus Dürkopp
Nikolaus Ferdinand Robert Dürrkopf (Herford, 26 febbraio 1842 – Bad Salzuflen, 25 giugno 1918) è stato un imprenditore tedesco, fondatore della Dürkopp Adler AG.

## Biografia

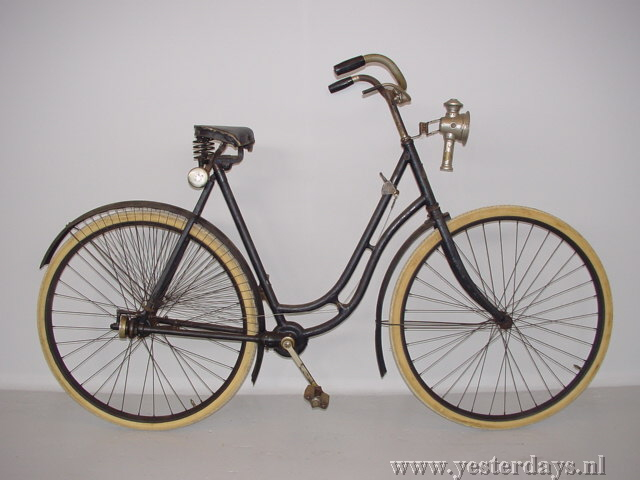
Bicicletta Dürkopp del 1910

Dürrkopp nacque a Herford da un commerciante di ferro, Karl Heinrich Dürrkopf, e dalla moglie Luise Karoline, nata Hildebrandt. Venne allevato dalla nonna e frequentò dal 1848 al 1856 la Volksschule di Herford. Imparò i rudimenti della lettura e scrittura, ai limiti dell'analfabetismo.
Nel 1856 fece apprendistato in una officina di Detmold. Dopo anni di viaggi, a Berlino, Amburgo e Brema, lavorò nell'orologeria Böckelmann a Bielefeld con Heinrich Koch e Carl Baer, con i quali fondò nel 1861 l'azienda di macchine da cucire Koch & Co. Presso la Böckelmann costruì una macchina da cucire nel 1861. Nel 1865 si spostò presso la Koch & Co. come meccanico. Durante la Guerra austro-prussiana del 1866 e la Guerra franco-prussiana del 1870-1871, Dürkopp servì nell'esercito. Tra le due guerre Dürkopp fondò, il 22 ottobre 1867, assieme a Carl Schmidt, all'epoca mastro meccanico della Koch & Co., la Durkopp & Schmidt, oggi Dürkopp Adler, e la Dürkopp Fördertechnik GmbH.
Quasi ogni imprenditore di Bielefeld rivendicava brevetti riguardanti Nikolaus Dürkopp. L'analfabetismo di Dürkopp non permetteva corrispondenze con altri imprenditori o una vita sociale. Fu ignorato dalla società.

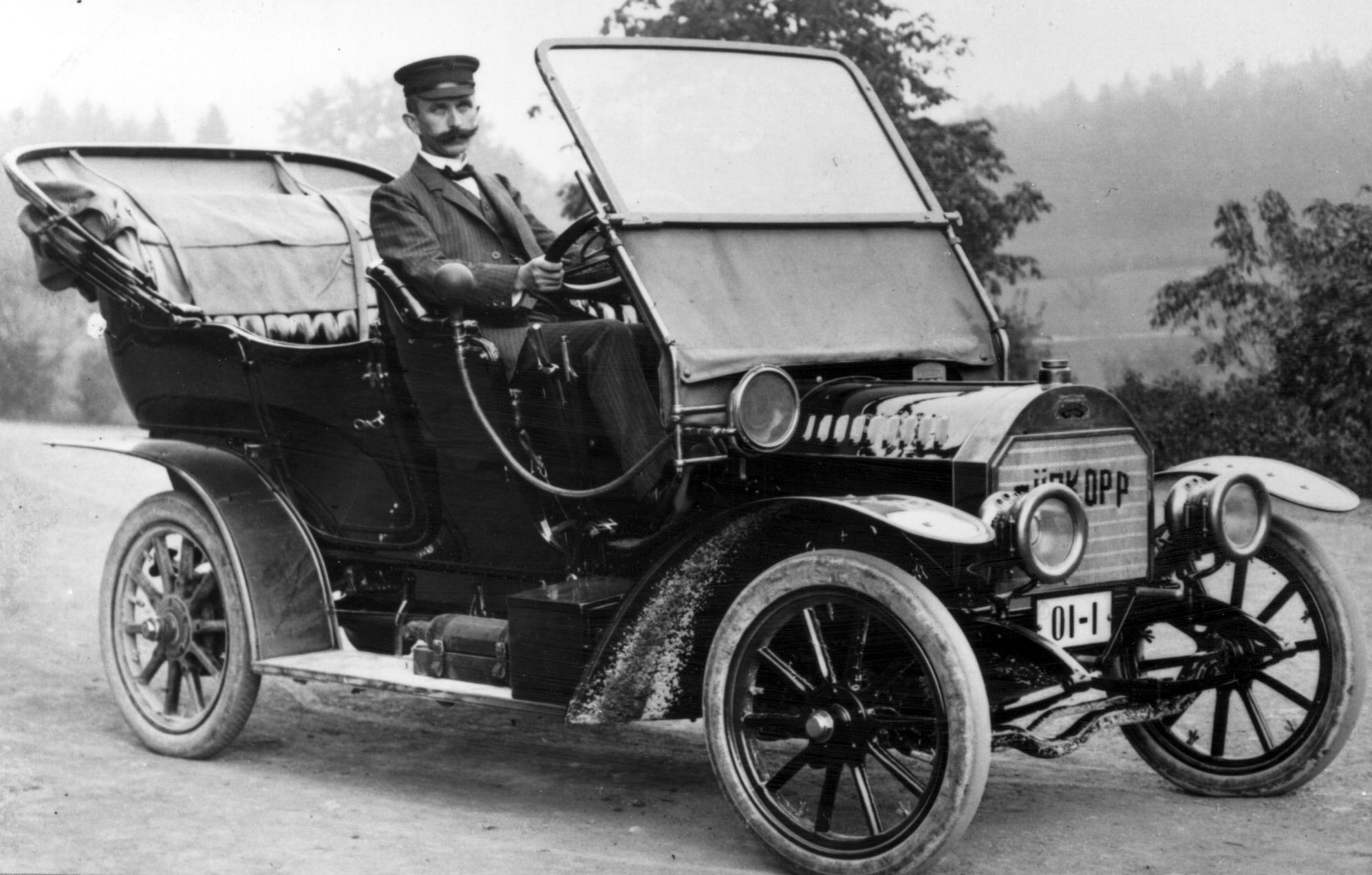
Automobile Dürkopp del 1902

Nel 1894 Dürkopp fece la prima ricerca per costruire auto nella sua azienda. Investì, fino al 1897, la cifra di due milioni di marchi. Nel 1900 venne prodotta un'automobile da corsa, che partecipò alla gara Aachen–Berlino. Fino alla sua morte le crisi finanziarie venivano affrontate con suo capitale privato, proveniente dalla produzione di macchine da cucire e biciclette.

### Vita privata
Nel 1877 sposò Ida Vogelsang di Hannover, dalla quale ebbe i figli Paul e Bertha. Acquistò un'auto da corsa per sé stesso e il 16 agosto 1910 prese la patente. Dopo la separazione sposò nel 1912 Emilie Jacke di Bielefeld, con cui si trasferì a Bad Salzuflen e adottò una figlia nel 1915. Durkopp morì a Bad Salzuflen e fu sepolto nel cimitero locale Obernbergfriedhof.
Il figlio Paul gli successe alla guida della società.

## Villa Dürkopp

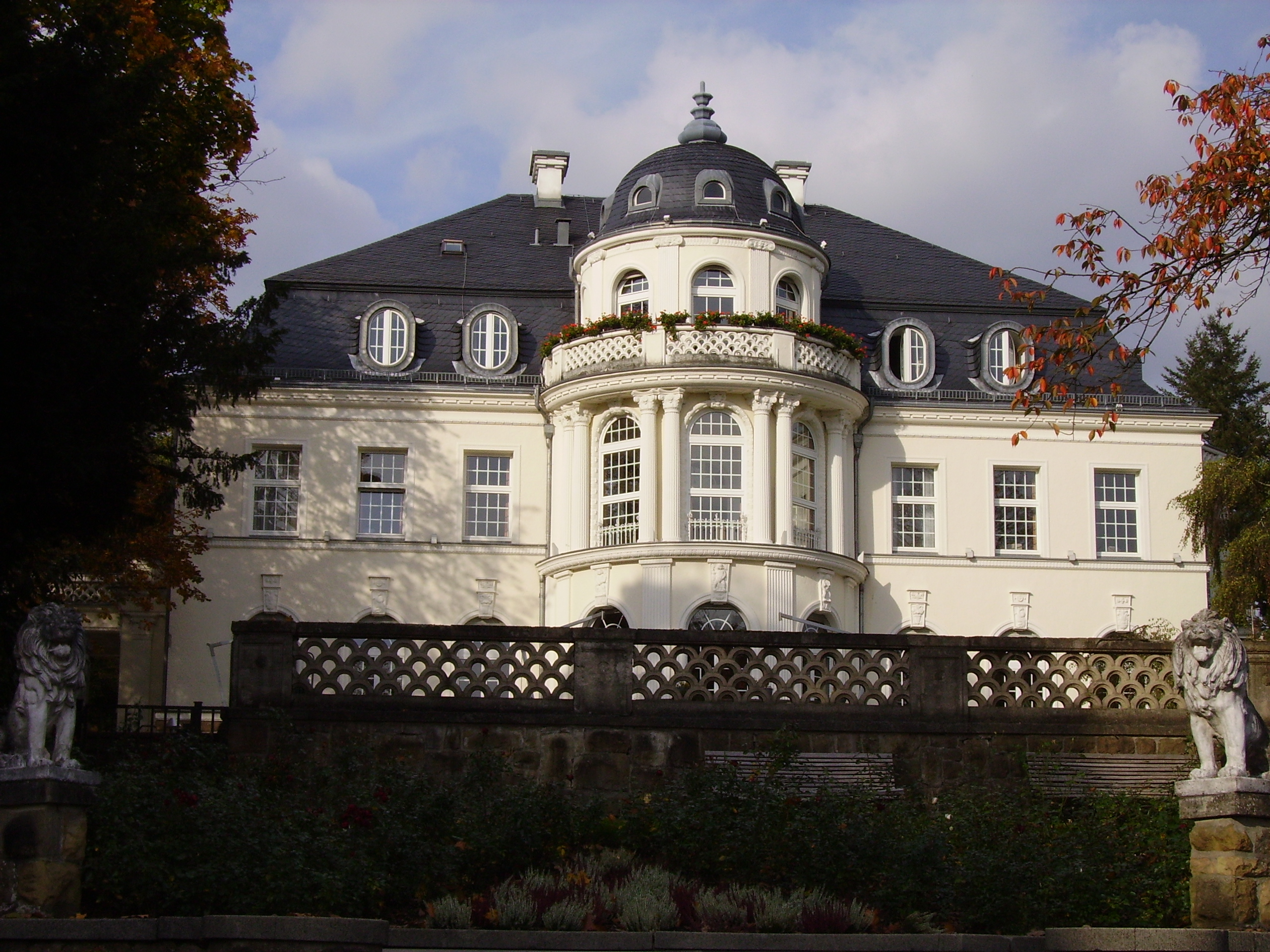
Villa Dürkopp a Bad Salzuflen

Oggi la casa di Nikolaus Dürkopps, la Villa Dürkopp, situata a Bad Salzuflen, è un hotel a tre stelle. La Villa ha un corpo centrale con tre costruzioni limitrofi, protette come sito storico.

## Onorificenze

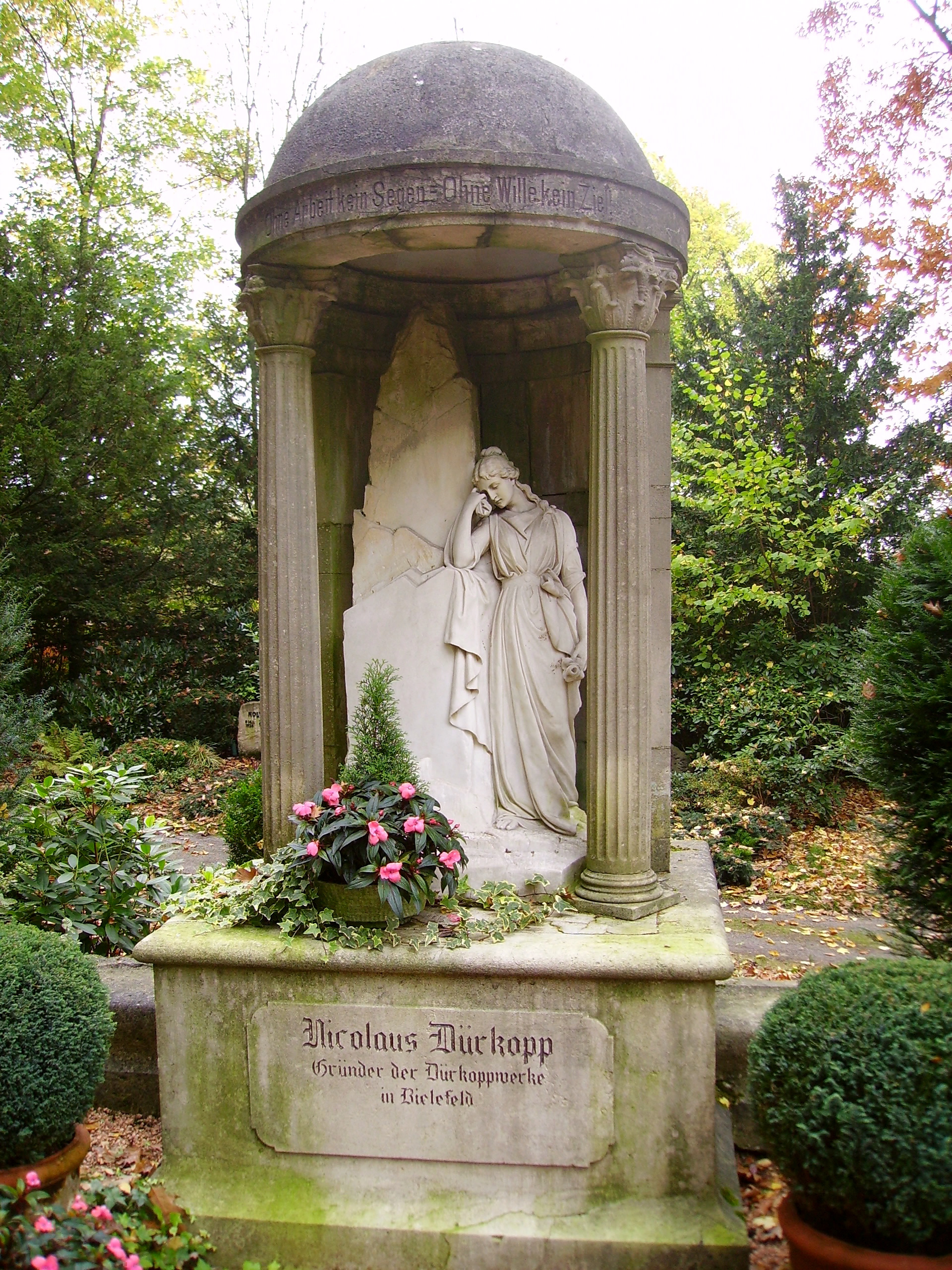
Tomba di Dürkopp

Presso la città di Bielefeld è stata intitolata la Nikolaus-Dürkopp-Straße a Bielefeld-Mitte.